# Промоутер (реклама)
Промо́утер — частное лицо или группа лиц, занимающаяся целенаправленной рекламой товара (промоушеном), услуги физического лица или конкретной фирмы (товарного знака) с целью продвижения их на рынок. К ним также относятся наёмные рекламные агенты, принимающие участие в BTL-акциях.
Задачи, которые выполняют промоутеры: раздача листовок, рекламных материалов, проведение дегустации продукции, выдача подарков за покупку, консультирование о конкретном продукте. Работают промоутеры чаще всего за промостойкой, а также на улицах в людных местах.